# 克里斯·莫林
克里斯·莫林是格勒諾布爾-阿爾卑斯大學心理學與神經認知實驗室（LPNC UMR 5105）教授，也是法國大學研究所的資深成員。
莫林是一名認知神經心理學家，因其與前博士生阿基拉-奧康納（現供職於聖安德魯斯大學）在似曾相識領域的研究而知名。兩位心理學家都曾出現在英國廣播公司的廣播節目中，並在英國和其他地方的大眾媒體上大放異彩，如《衛報》、《紐約時報雜誌》、《新科學人》、《獨立報》和《明鏡》。
莫林於於1999年在布里斯托爾大學完成博士學位，導師是蒂姆·帕爾默（Tim Perfect）和阿蘭·巴德利。隨後，他在布里斯托爾大學、雷丁大學和巴斯臨床研究所（RICE）擔任過多項研究員，並於2002年至2012年在利茲大學心理科學研究所工作。2004年和2005年，莫林在利茲組織了英國心理學會認知分會會議。他還是《記憶》雜誌的編輯委員會成員。

## 既視感與回憶性混淆
莫林目前的研究興趣主要集中在記憶的神經心理障礙上。他尤其對執行功能與長期記憶的相互作用感興趣。研究主題包括元認知、抑制和記憶感覺（似曾相識）。莫林參與了回憶性混淆 （页面存档备份，存于）的研究，回憶性混淆最初被描述為似曾相識，是一種罕見的識別記憶障礙，患者會覺得日常生活中的大部分事件都是以前發生過的事情的重複，照顧者和醫護人員經常將這種情況描述為慢性或持續性似曾相識。

## 外部連結
- 克里斯·莫林在ResearchGate上发表的出版物
- 由Google学术搜索索引的克里斯·莫林出版物